# 品鶴線
品鶴線（日语：／ Hinkaku sen */?）是一條連結東京都港區的品川站，途經新鶴見信號場連結橫濱市鶴見區的鶴見站，是東海道本線的支線通稱。
現在有橫須賀線與湘南新宿線行走路線的一部分，東日本旅客鐵道（JR東日本）是第一種鐵道事業者，日本貨物鐵道（JR貨物）是第二種鐵道事業者。

## 历史
- 1929年（昭和4年）8月21日：品鶴線全線（品川－新鶴見操車場－鶴見，11.0英里）複線開業。同日啟用目黑川號誌站及新鶴見操車場。
- 1930年（昭和5年）
  - 4月1日：路線里程改用公制（11.0英里→17.8公里）。
  - 10月30日：新鶴見操車場－鶴見段電氣化。
- 1934年（昭和9年）12月1日：開設蛇窪號誌站。
- 1939年（昭和14年）8月1日：品川－新鶴見操車場段電氣化（全線電氣化）。
- 1950年（昭和25年）5月20日：蛇窪號誌站－新鶴見操車場間增設丸子號誌站。
- 1957年（昭和32年）7月17日：廢除丸子號誌站。
- 1965年（昭和40年）7月：廢除目黑川號誌站、蛇窪號誌站（併入大崎站管轄）
- 1980年（昭和55年）10月1日：新鶴見操車場－鶴見段增設複綫，成爲複複綫區間，同日開設客運服務，橫須賀線列車使用此路線運行，新川崎站開業。
- 1984年（昭和59年）2月1日：新鶴見操車場降格為新鶴見號誌站。
- 1986年（昭和61年）4月2日：西大井車站開業。
- 1987年（昭和62年）4月1日：國鐵分割民營化，本路線由東日本旅客鐵道接手經營。
- 1991年（平成3年） 3月19日：成田特快開業，部分班次途經本路線（初期不停線內車站）。
- 2001年（平成13年）12月1日：開設湘南新宿線，所有班次均途經本路線。
- 2010年（平成22年）3月13日：西大井－新川崎間增設武藏小杉車站。
- 2019年（令和元年）11月30日：相鐵·JR直通線開業、可以通到埼京線或直通運轉相模鐵道相鐵本線。

## 車站列表
- 接續路線只限記載東日本旅客鐵道（JR東日本）的在來線（正式路線名與支線名）。JR東日本以外的路線與列車停靠站的資訊參見橫須賀線、湘南新宿線、相鐵·JR直通線的車站列表。
- 旅客月台
  - ●：有旅客月台（停靠橫須賀線、湘南新宿線、相鐵·JR直通線列車）
  - ▲：貨物線上沒有月台（相鐵·JR直通線列車等通過），旅客線上有月台（停靠橫須賀線、湘南新宿線列車）
  - 空白：沒有旅客月台
- *印：與品鶴線沒有直接聯繫的路線（包括接續的聯絡線）

| 中文站名            | 日文站名 | 英文站名 | 站間營業距離 | 累計營業距離 | 旅客月台 | 接續路線                                          | 所在地   | 所在地       |
| ------------------- | -------- | -------- | ------------ | ------------ | -------- | ------------------------------------------------- | -------- | ------------ |
| 品川                |          |          | -            | 0.0          | ●        | 東海道本線（本線）、山手線*                       | 東京都   | 港區         |
| （舊 目黑川信號場） |          | /        | -            | 1.3          |          | 山手貨物線                                        | 東京都   | 品川區       |
| （舊 蛇窪信號場     |          | /        | -            | 3.1          |          | 大崎支線                                          | 東京都   | 品川區       |
| 西大井              |          |          | 3.6          | 3.6          | ●        |                                                   | 東京都   | 品川區       |
| 武藏小杉            |          |          | 6.4          | 10.0         | ●        | 南武線*、相鐵·JR直通線                            | 神奈川縣 | 川崎市中原區 |
| 新川崎              |          |          | 2.7          | 12.7         | ▲        |                                                   | 神奈川縣 | 川崎市幸區   |
| 新鶴見信號場        |          | /        | -            | 13.9         |          | 武藏野線（貨物線）、南武線貨物支線（尻手站方向）  | 神奈川縣 | 川崎市幸區   |
| 鶴見                |          |          | 5.1          | 17.8         |          | 東海道本線（本線、東海道貨物線、高島線）、鶴見線* | 神奈川縣 | 橫濱市鶴見區 |

- 鶴見站於品鶴綫（旅客綫及貨物綫）和東海道本綫的列車線（行駛東海道線、上野東京線）不設月台，而於東海道本綫的電車線設有月臺（停靠京濱東北線），因此該站適用經路特定區間（日语：経路特定区間）特例
- 品川站－舊目黑川信號場間（複線）的路段同時屬於品鶴線、山手貨物線。
- 新鶴見信號場－鶴見站間（四綫）的路段同時屬於品鶴線、武藏野線（貨物線，武藏野南線）、南武線（貨物支線，尻手短絡線）
- 西大井站－武藏小杉站間通過大田區，但不設站。

### 廢除信號場
- 丸子信號場（日语：丸子信号場）（品川站起計8.5公里）：與東急多摩川線沼部站交差附近，曾經分岔出工場的專用線。